# Teresewo
Teresewo – wieś w Polsce położona w województwie wielkopolskim, w powiecie konińskim, w gminie Wierzbinek, pomiędzy lewym brzegiem Noteci a drogą wojewódzką nr 263. Częścią integralną wsi jest miejscowość Dziadak.
W latach 1975–1998 miejscowość administracyjnie należała do województwa konińskiego. W roku 2011 liczyła (jako miejscowość statystyczna wraz ze wsią Rybno) 208 mieszkańców, w tym 110 kobiet i 98 mężczyzn.
Na terenie Teresewa znajdują się złoża węgla brunatnego.